# Symplecta luctuosipes
Symplecta luctuosipes är en tvåvingeart som beskrevs av Alexander 1953. Symplecta luctuosipes ingår i släktet Symplecta och familjen småharkrankar. Inga underarter finns listade i Catalogue of Life.